# Stella Fyrogeni
Stella Fyrogeni, född 1958, är en grekisk skådespelerska.

## Roller (i urval)
- (2001) - Bar
- (2001) - Kato Apo Ta Asteria
- (2014) - The Two Faces of January
- (2018) - Pause